# ペレンティーオオトカゲ
ペレンティーオオトカゲ（Varanus giganteus）は、爬虫綱有鱗目オオトカゲ科オオトカゲ科オオトカゲ属に分類されるトカゲ。

## 分布
オーストラリア（クイーンズランド州南西部、西オーストラリア州、ニューサウスウェールズ州北部、ノーザンテリトリー）固有種

## 形態
全長190センチメートル。全長250センチメートルに達するとされることもあるが実際の記録はない。種小名giganteusは「巨大な」の意で、記載時にはオオトカゲ科最大種だったことに由来する。

## 生態
岩場や牧草地などに生息するが、基底が砂の有刺植物林や草原などにも生息する。危険を感じると俊足を生かして素早く走り去るが、時には木に登ることもある。

## 毒性
一部のオオトカゲ科と同じく、ペレンティーオオトカゲにも下顎に毒腺が存在する。この毒はレースオオトカゲなどにも見られ、噛まれると腫れ、血液の凝固、そして撃たれような痛みが発生する。

## 戦闘
大抵は喉を膨らませて相手を威嚇し、相手の退散を待つ。だが追い詰められて止むをえず戦う際には、持ち前の鋭い歯と強力な顎(そして隠された毒腺)、四肢の鋭い鉤爪と長大な尻尾を駆使して応戦する。尾を相手に打ち付けてイヌの前肢を折った例もある。

## 食性
完全な肉食で、子カメやフトアゴヒゲトカゲといった爬虫類、ハトのような鳥類、哺乳類でも在来の有袋類〜外来の有胎盤類、各種無脊椎動物を俊足で追い詰めてから歯と毒顎で仕留める。日和見的に入手したあらゆる動物の死骸(行き倒れたカンガルーなど)も漏れなく食べる。獲物は小さければ丸呑みにしてしまい、大型であれば手頃なサイズに食い千切ってから飲み飲む。こうした採食方法はコモドドラゴンにも通じる点が見られる。時として共食いに走るのもコモドドラゴンと同じで、全長2メートルの個体が全長1.5メートルの個体を殺した事例もある。

## 繁殖
シロアリの塚(蟻塚)の周辺か土の中に卵を産み落とす。

## 人間との関係
ペットとして飼育されることもあり、日本にも輸入した例もある。
人為的に移入されたアナウサギを捕食する本種の生息数や分布域が増加・拡大しているとする報告例もある。